# Elecciones generales de Rumania de 2004
Las elecciones presidenciales se celebraron en Rumanía el 28 de noviembre de 2004, con una segunda vuelta el 12 de diciembre entre el primer ministro Adrian Năstase del Partido Socialdemócrata (PSD) y el alcalde de Bucarest Traian Băsescu de la oposición Justicia y Verdad. Băsescu fue elegido presidente por una mayoría estrecha de apenas el 51.2 %.
Después de las enmiendas del 2003 a la constitución que alargaron el término presidencial a cinco años, éstas eran las últimas elecciones simultáneas a la presidencia y al parlamento. 

## Campaña

### Elecciones parlamentarias
Los principales contendientes eran la alianza de izquierda formada por el Partido Social Demócrata de Rumanía (PSD) y el Partido Humanista Rumano (PUR), y por otra parte, la alianza «Justicia y Verdad» de centro derecha (Dreptate şi adevăr) formado por el liberal Partido Nacional Liberal y el Partido Demócrata Liberal.
Otros partidarios importantes fueron el Partido de la Gran Rumanía (PRM) (nacionalistas de derechas), el partido húngaro Unión Democrática de Húngaros en Rumania (UDMR) y la Unión para la Reconstrucción Rumana, un grupo de tecnócratas de derecha.

## Desarrollo de la elección
La oposición alegó el uso fraudulento por parte del PSD de «listas suplementarias», diseñadas para ayudar a los rumanos en tránsito a votar. Tradicionalmente, los rumanos votaron con una tarjeta de identidad de cartón, que fue estampada cuando votaron. La mayoría de los rumanos ahora tienen identificaciones plásticas laminadas, a las cuales un sello impreso se fija cuando una persona vota. Sin embargo, los sellos se pueden quitar fácilmente.
La oposición afirmó que se organizaron «excursiones electorales» de partidarios del PSD que fueron transportados en autobús a varios pueblos para votar varias veces. Esto fue corroborado por varios equipos de periodistas, que siguieron los autobuses.
La oposición rumana anunció el 30 de noviembre que exigían una re-ejecución de las elecciones, porque algunos de los votos nulos fueron presuntamente otorgados al PSD. Ellos mostraron evidencia de que algunas personas votaron más de una vez (encontraron cerca de 750 personas en tres condados, pero continuó su búsqueda de las listas suplementarias) y también mostraron que muchas de las actas de los comités electorales estaban erróneamente completadas número de votos válidos y votos nulos no coincidía con el número de votantes, a veces por una diferencia de cientos o miles de votos) y el software central no sólo permitió estas cifras contradictorias, sino que también añadió estas diferencias por defecto a la PSD. La oposición anunció que había comenzado un recuento paralelo, que mostró una diferencia PSD-DA de sólo 2 % entre.
El gobierno atacó a la oposición argumentando que «rumores de fraude» afectan la economía de Rumania y su credibilidad externa, en enero de 2005, el IMAS instituto de estadísticas publicó un análisis de los resultados de la votación en los 16 824 precintos. En los primeros 1000 recintos con mayor número de votos en las listas suplementarias, el PSD tenía un 43 % del 23 % del DA, mientras que en el recinto con menos votos en las listas suplementarias, el PSD tenía el 30 % del 34 %. La misma tendencia fue la misma en los recintos con mayor número de votos nulos.

## Resultados

### Elecciones presidenciales
| Candidato            | Partido                                                                          | 1.ª vuelta | 1.ª vuelta | 2.ª vuelta | 2.ª vuelta |
| Candidato            | Partido                                                                          | Votos      | Porcentaje | Votos      | Porcentaje |
| -------------------- | -------------------------------------------------------------------------------- | ---------- | ---------- | ---------- | ---------- |
| Traian Băsescu       | Alianza Justicia y Verdad: Partido Nacional Liberal - Partido Demócrata Liberal. | 3 545 236  | 33.92      | 5 126 794  | 51.23      |
| Adrian Năstase       | Partido Social Demócrata de Rumanía - Partido Humanista Rumano                   | 4 278 864  | 40.97      | 4 881 520  | 48.77      |
| Corneliu Vadim Tudor | Partido de la Gran Rumanía                                                       | 1 313 714  | 12.57      |            |            |
| Béla Markó           | Unión Democrática de Húngaros en Rumania                                         | 533 446    | 5.10       |            |            |
| Gheorghe Ciuhandu    | Unión para la Reconstrucción Rumana                                              | 198 394    | 1.90       |            |            |
| George Becali        | Partido de la Nueva Generación                                                   | 184 560    | 1.77       |            |            |
| Petre Roman          | Fuerza Democrática                                                               | 140 702    | 1.35       |            |            |
| Gheorghe Dinu        | Independiente                                                                    | 113 321    | 1.08       |            |            |
| Marian Petre Miluț   | Acción Popular                                                                   | 43 378     | 0.42       |            |            |
| Ovidiu Tudorici      | Unión para la Reconstrucción Rumana                                              | 37 910     | 0.36       |            |            |
| Aurel Rădulescu      | Alianza Popular Demócrata Cristiana                                              | 35 455     | 0.34       |            |            |
| Alexandru Raj Tunaru | Partido Juvenil Demócrata                                                        | 27 225     | 0.26       |            |            |
| Votos válidos        | Votos válidos                                                                    | 10 452,205 | 100        | 10 008 314 | 100        |
| -> Votos nulos       | -> Votos nulos                                                                   | 339 010    |            | 103 245    |            |
| -> Participación     | -> Participación                                                                 | 10 791 215 | 58.49      | 10 111 559 | 55.21      |
| Registrados          | Registrados                                                                      | 18 449 344 |            | 18 449 344 |            |

### Elecciones parlamentarias

#### Senado
|  | 37.12 % |

|  | 31.77 % |

|  | 13.63 % |

|  | 6.22 % |